# Антим Маронийски
Антим (на гръцки: Άνθιμος, Антимос) е гръцки духовник, митрополит на Вселенската патриаршия.

## Биография
Роден е в родостенското село Ираклица.
През септември 1845 година Антим е избран за елейски епископ, викарен епископ на Ефеската митрополия. От юни 1846 до януари 1853 година е струмишки митрополит. Споменава се за пръв път в синодалния акт на патриарх Антим VI Константинополски, с който като на новоизбран струмишки митрополит се дава титлата „пречестен екзарх на Българска Македония“.
От 10 януари 1853 година е нишавски митрополит в Пирот. В Пирот Антим се ползва с уважението на властите и енергично защитава българското население от турските насилия. Често е обвиняван в разпуснат живот. През юли 1860 година заедно с иконом поп Костандия е арестуван и отведен в Цариград. През ноември 1860 година подава оставка.
На 11 септември 1865 година е назначен за маронийски митрополит. Подава оставка през юли 1877 година.
Умира в Ираклица на 3 май 1883 година.